# تاکاشی مادا
تاکاشی مادا (انگلیسی: Takashi Maeda؛ زادهٔ ۱ اوت ۱۹۸۱) بازیکن فوتبال اهل ژاپن است.
از باشگاه‌هایی که در آن بازی کرده‌است می‌توان به باشگاه فوتبال آویسپا فوکوئوکا اشاره کرد.